# Liste der Mitglieder des australischen Repräsentantenhauses (1983–1984)
Dies ist die Liste der Abgeordneten des australischen Repräsentantenhauses zwischen 1983 und 1984. Insgesamt wurden 125 Mitglieder bei den Parlamentswahlen 1983 für das Unterhaus gewählt. Bei der Wahl kam es zu einer Double dissolution. Die Australian Labor Party konnte im Unterhaus zwar mit 75 Sitzen gegen die Koalition gewinnen, im Oberhaus erreichte sie dagegen keine Mehrheit.
| Mitglied           | Partei                       | Wahlkreis          | Bundesstaat bzw. Territorium | Amtszeiten           |
| ------------------ | ---------------------------- | ------------------ | ---------------------------- | -------------------- |
| Evan Adermann      | Nationale Partei Australiens | Fairfax            | Queensland                   | 1972–1990            |
| Ken Aldred 2       | Liberal Party of Australia   | Bruce              | Victoria                     | 1975–1980, 1983–1996 |
| Neil Andrew        | Liberal Party of Australia   | Wakefield          | South Australia              | 1983–2004            |
| Doug Anthony 6     | Nationale Partei Australiens | Richmond           | New South Wales              | 1957–1984            |
| Peter Baldwin      | Australian Labor Party       | Sydney             | New South Wales              | 1983–1998            |
| Kim Beazley        | Australian Labor Party       | Swan               | Western Australia            | 1980–2007            |
| David Beddall      | Australian Labor Party       | Fadden             | Queensland                   | 1983–1998            |
| Gordon Bilney      | Australian Labor Party       | Kingston           | South Australia              | 1983–1996            |
| Allen Blanchard    | Australian Labor Party       | Moore              | Western Australia            | 1983–1990            |
| Neal Blewett       | Australian Labor Party       | Bonython           | South Australia              | 1977–1994            |
| Charles Blunt 6    | Nationale Partei Australiens | Richmond           | New South Wales              | 1984–1990            |
| Lionel Bowen       | Australian Labor Party       | Kingsford-Smith    | New South Wales              | 1969–1990            |
| Ray Braithwaite    | Nationale Partei Australiens | Dawson             | Queensland                   | 1975–1996            |
| Bob Brown          | Australian Labor Party       | Hunter             | New South Wales              | 1980–1998            |
| John Brown         | Australian Labor Party       | Parramatta         | New South Wales              | 1977–1990            |
| John Brumby        | Australian Labor Party       | Bendigo            | Victoria                     | 1983–1990            |
| Max Burr           | Liberal Party of Australia   | Wilmot             | Tasmanien                    | 1975–1993            |
| Alan Cadman        | Liberal Party of Australia   | Mitchell           | New South Wales              | 1974–2007            |
| Ewen Cameron       | Liberal Party of Australia   | Indi               | Victoria                     | 1977–1993            |
| Donald Cameron 3   | Liberal Party of Australia   | Moreton            | Queensland                   | 1966–1983, 1983–1990 |
| Ian Cameron        | Nationale Partei Australiens | Maranoa            | Queensland                   | 1980–1990            |
| Graeme Campbell    | Australian Labor Party       | Kalgoorlie         | Western Australia            | 1980–1998            |
| Jim Carlton        | Liberal Party of Australia   | Mackellar          | New South Wales              | 1977–1994            |
| David Charles      | Australian Labor Party       | Isaacs             | Victoria                     | 1980–1990            |
| Ric Charlesworth   | Australian Labor Party       | Perth              | Western Australia            | 1983–1993            |
| Joan Child         | Australian Labor Party       | Henty              | Victoria                     | 1974–1975, 1980–1990 |
| Bob Chynoweth      | Australian Labor Party       | Flinders           | Victoria                     | 1983–1990, 1993–1996 |
| Barry Cohen        | Australian Labor Party       | Robertson          | New South Wales              | 1969–1990            |
| Peter Coleman      | Liberal Party of Australia   | Wentworth          | New South Wales              | 1981–1987            |
| David Connolly     | Liberal Party of Australia   | Bradfield          | New South Wales              | 1974–1996            |
| Bruce Cowan        | Nationale Partei Australiens | Lyne               | New South Wales              | 1980–1993            |
| Manfred Cross      | Australian Labor Party       | Brisbane           | Queensland                   | 1961–1975, 1980–1990 |
| Barry Cunningham   | Australian Labor Party       | McMillan           | Victoria                     | 1980–1990, 1993–1996 |
| Elaine Darling     | Australian Labor Party       | Lilley             | Queensland                   | 1980–1993            |
| John Dawkins       | Australian Labor Party       | Fremantle          | Western Australia            | 1974–1975, 1977–1994 |
| Don Dobie          | Liberal Party of Australia   | Cook               | New South Wales              | 1966–1972, 1975–1998 |
| Peter Drummond     | Liberal Party of Australia   | Forrest            | Western Australia            | 1972–1987            |
| Michael Duffy      | Australian Labor Party       | Holt               | Victoria                     | 1980–1996            |
| Harry Edwards      | Liberal Party of Australia   | Berowra            | New South Wales              | 1972–1993            |
| Ron Edwards        | Australian Labor Party       | Stirling           | Western Australia            | 1983–1993            |
| Douglas Everingham | Australian Labor Party       | Capricornia        | Queensland                   | 1967–1975, 1977–1984 |
| Wendy Fatin        | Australian Labor Party       | Brand              | Western Australia            | 1983–1996            |
| Wal Fife           | Liberal Party of Australia   | Farrer             | New South Wales              | 1975–1993            |
| Peter Fisher       | Nationale Partei Australiens | Mallee             | Victoria                     | 1972–1993            |
| Malcolm Fraser 1   | Liberal Party of Australia   | Wannon             | Victoria                     | 1955–1983            |
| Ross Free          | Australian Labor Party       | Macquarie          | New South Wales              | 1980–1996            |
| Ken Fry            | Australian Labor Party       | Fraser             | Australian Capital Territory | 1980–1984            |
| John Gayler        | Australian Labor Party       | Leichhardt         | Queensland                   | 1983–1993            |
| George Gear        | Australian Labor Party       | Tangney            | Western Australia            | 1983–1996            |
| Bruce Goodluck     | Liberal Party of Australia   | Franklin           | Tasmanien                    | 1975–1993            |
| Russ Gorman        | Australian Labor Party       | Chifley            | New South Wales              | 1983–1996            |
| Alan Griffiths     | Australian Labor Party       | Maribyrnong        | Victoria                     | 1983–1996            |
| Ray Groom          | Liberal Party of Australia   | Braddon            | Tasmanien                    | 1975–1984            |
| Steele Hall        | Liberal Party of Australia   | Boothby            | South Australia              | 1981–1996            |
| Gerry Hand         | Australian Labor Party       | Melbourne          | Victoria                     | 1983–1993            |
| Bob Hawke          | Australian Labor Party       | Wills              | Victoria                     | 1980–1992            |
| David Hawker 1     | Liberal Party of Australia   | Wannon             | Victoria                     | 1983–2010            |
| Bill Hayden        | Australian Labor Party       | Oxley              | Queensland                   | 1961–1988            |
| Noel Hicks         | Nationale Partei Australiens | Riverina           | New South Wales              | 1980–1998            |
| Michael Hodgman    | Liberal Party of Australia   | Denison            | Tasmanien                    | 1975–1987            |
| Clyde Holding      | Australian Labor Party       | Melbourne Ports    | Victoria                     | 1977–1998            |
| Colin Hollis       | Australian Labor Party       | Macarthur          | New South Wales              | 1983–1998            |
| John Howard        | Liberal Party of Australia   | Bennelong          | New South Wales              | 1974–2007            |
| Brian Howe         | Australian Labor Party       | Batman             | Victoria                     | 1977–1996            |
| Ben Humphreys      | Australian Labor Party       | Griffith           | Queensland                   | 1977–1996            |
| Ralph Hunt         | Nationale Partei Australiens | Gwydir             | New South Wales              | 1969–1990            |
| Chris Hurford      | Australian Labor Party       | Adelaide           | South Australia              | 1969–1987            |
| Ralph Jacobi       | Australian Labor Party       | Hawker             | South Australia              | 1969–1987            |
| Harry Jenkins, Sr. | Australian Labor Party       | Scullin            | Victoria                     | 1969–1986            |
| Les Johnson 4      | Australian Labor Party       | Hughes             | New South Wales              | 1955–1966, 1969–1984 |
| Barry Jones        | Australian Labor Party       | Lalor              | Victoria                     | 1977–1998            |
| Bob Katter         | Nationale Partei Australiens | Kennedy            | Queensland                   | 1966–1990            |
| Paul Keating       | Australian Labor Party       | Blaxland           | New South Wales              | 1969–1996            |
| Ros Kelly          | Australian Labor Party       | Canberra           | Australian Capital Territory | 1980–1995            |
| Lewis Kent         | Australian Labor Party       | Hotham             | Victoria                     | 1980–1990            |
| Leonard Keogh      | Australian Labor Party       | Bowman             | Queensland                   | 1969–1975, 1983–1987 |
| John Kerin         | Australian Labor Party       | Werriwa            | New South Wales              | 1972–1975, 1978–1993 |
| Jim Killen 3       | Liberal Party of Australia   | Moreton            | Queensland                   | 1955–1983            |
| Richard Klugman    | Australian Labor Party       | Prospect           | New South Wales              | 1969–1990            |
| Ted Lindsay        | Australian Labor Party       | Herbert            | Queensland                   | 1983–1996            |
| Bruce Lloyd        | Nationale Partei Australiens | Murray             | Victoria                     | 1971–1996            |
| Stephen Lusher     | Nationale Partei Australiens | Hume               | New South Wales              | 1974–1984            |
| Stewart McArthur 5 | Liberal Party of Australia   | Corangamite        | Victoria                     | 1984–2007            |
| Peter McGauran     | Nationale Partei Australiens | Gippsland          | Victoria                     | 1983–2008            |
| Jeannette McHugh   | Australian Labor Party       | Phillip            | New South Wales              | 1983–1996            |
| Michael MacKellar  | Liberal Party of Australia   | Warringah          | New South Wales              | 1969–1994            |
| Leo McLeay         | Australian Labor Party       | Grayndler          | New South Wales              | 1979–2004            |
| Ian Macphee        | Liberal Party of Australia   | Balaclava          | Victoria                     | 1974–1990            |
| Tom McVeigh        | Nationale Partei Australiens | Darling Downs      | Queensland                   | 1972–1988            |
| Michael Maher      | Australian Labor Party       | Lowe               | New South Wales              | 1969–1987            |
| Stephen Martin     | Australian Labor Party       | Macarthur          | New South Wales              | 1984–2002            |
| Helen Mayer        | Australian Labor Party       | Chisholm           | Victoria                     | 1983–1987            |
| John Mildren       | Australian Labor Party       | Ballarat           | Victoria                     | 1980–1990            |
| Clarrie Millar     | Nationale Partei Australiens | Wide Bay           | Queensland                   | 1974–1990            |
| Peter Milton       | Australian Labor Party       | La Trobe           | Victoria                     | 1980–1990            |
| John Moore         | Liberal Party of Australia   | Ryan               | Queensland                   | 1975–2001            |
| Allan Morris       | Australian Labor Party       | Newcastle          | New South Wales              | 1983–1998            |
| Peter Morris       | Australian Labor Party       | Shortland          | New South Wales              | 1972–1998            |
| Bill Morrison      | Australian Labor Party       | St George          | New South Wales              | 1969–1975, 1980–1984 |
| ohn Mountford      | Australian Labor Party       | Banks              | New South Wales              | 1980–1990            |
| Kevin Newman       | Liberal Party of Australia   | Bass               | Tasmanien                    | 1975–1984            |
| Frank O’Keefe      | Nationale Partei Australiens | Paterson           | New South Wales              | 1969–1984            |
| Lloyd O’Neil       | Australian Labor Party       | Grey               | South Australia              | 1983–1993            |
| Andrew Peacock     | Liberal Party of Australia   | Kooyong            | Victoria                     | 1966–1994            |
| James Porter       | Liberal Party of Australia   | Barker             | South Australia              | 1975–1990            |
| Gary Punch         | Australian Labor Party       | Barton             | New South Wales              | 1983–1996            |
| John Reeves        | Australian Labor Party       | Northern Territory | Northern Territory           | 1983–1984            |
| Ian Robinson       | Nationale Partei Australiens | Cowper             | New South Wales              | 1963–1990            |
| Allan Rocher       | Liberal Party of Australia   | Curtin             | Western Australia            | 1981–1998            |
| Philip Ruddock     | Liberal Party of Australia   | Dundas             | New South Wales              | 1973–                |
| John Saunderson    | Australian Labor Party       | Deakin             | Victoria                     | 1983–1990            |
| Gordon Scholes     | Australian Labor Party       | Corio              | Victoria                     | 1967–1993            |
| John Scott         | Australian Labor Party       | Hindmarsh          | South Australia              | 1980–1993            |
| Roger Shipton      | Liberal Party of Australia   | Higgins            | Victoria                     | 1975–1990            |
| David Simmons      | Australian Labor Party       | Calare             | New South Wales              | 1983–1996            |
| Ian Sinclair       | Nationale Partei Australiens | New England        | New South Wales              | 1963–1998            |
| Billy Snedden 2    | Liberal Party of Australia   | Bruce              | Victoria                     | 1955–1983            |
| Jim Snow           | Australian Labor Party       | Eden-Monaro        | New South Wales              | 1983–1996            |
| John Spender       | Liberal Party of Australia   | North Sydney       | New South Wales              | 1980–1990            |
| Peter Staples      | Australian Labor Party       | Diamond Valley     | Victoria                     | 1983–1996            |
| Peter Steedman     | Australian Labor Party       | Casey              | Victoria                     | 1983–1984            |
| Tony Street 5      | Liberal Party of Australia   | Corangamite        | Victoria                     | 1966–1984            |
| Andrew Theophanous | Australian Labor Party       | Burke              | Victoria                     | 1980–2001            |
| Robert Tickner 4   | Australian Labor Party       | Hughes             | New South Wales              | 1984–1996            |
| Wilson Tuckey      | Liberal Party of Australia   | O’Connor           | Western Australia            | 1980–2010            |
| Tom Uren           | Australian Labor Party       | Reid               | New South Wales              | 1958–1990            |
| Deane Wells        | Australian Labor Party       | Petrie             | Queensland                   | 1983–1984            |
| Stewart West       | Australian Labor Party       | Cunningham         | New South Wales              | 1977–1993            |
| Peter White        | Liberal Party of Australia   | McPherson          | Queensland                   | 1981–1990            |
| Ralph Willis       | Australian Labor Party       | Gellibrand         | Victoria                     | 1972–1998            |
| Ian Wilson         | Liberal Party of Australia   | Sturt              | South Australia              | 1966–1969, 1972–1993 |
| Mick Young         | Australian Labor Party       | Port Adelaide      | South Australia              | 1974–1988            |

1 Malcolm Fraser (Liberal Party of Australia) trat am 31. März 1983 zurück. Die dadurch resultierende Nachwahl am 7. Mai 1983 in Wannon gewann David Hawker (Liberal Party of Australia).
2 Billy Snedden (Liberal Party of Australia) trat am 21. April 1983 zurück. Die dadurch resultierende Nachwahl am 28. Mai 1983 in Bruce gewann Ken Aldred (Liberal Party of Australia).
3 Jim Killen (Liberal Party of Australia) trat am 15. August 1983 zurück. Die dadurch resultierende Nachwahl am 5. November 1983 in Moreton gewann Donald Cameron (Liberal Party of Australia).
4 Les Johnson (Australian Labor Party) trat im Januar 1984 zurück. Die dadurch resultierende Nachwahl am 18. Februar 1984 in Hughes gewann Robert Tickner (Australian Labor Party).
5 Tony Street (Liberal Party of Australia) trat am 18. Januar 1984 zurück. Die dadurch resultierende Nachwahl am 18. Februar 1984 in Corangamite gewann Stewart McArthur (Liberal Party of Australia).
6 Doug Anthony (Nationale Partei Australiens) trat am 18. Januar 1984 zurück. Die dadurch resultierende Nachwahl am 18. Februar 1984 Richmond gewann Charles Blunt (Nationale Partei Australiens).